# 陳情令
陳情令 (ちんじょうれい、原題: 簡体字: 陈情令; 拼音: Chén Qíng Lìng) は、2019年6月27日から8月20日に渡り、中国の動画配信サービステンセントビデオで放映されたウェブドラマシリーズである。

## 概要
原案・原作は墨香銅臭作のファンタジーBL小説『魔道祖師』。原作は中国国内で、BLジャンルの中でも特に仙侠小説に当たる作品である。
主演は中国の若手俳優である肖戦（肖战）及び王一博。  シリーズを通じて肖战及び王一博が演じる若き仙術者が「16年前の過去」から「現在」に至るまでの一連の怪事件の謎を解き明かし、真犯人を追い詰めていく様を描く。
脚本化の際、中国での検閲事情のため、原作中の直接的なBL表現は全て除かれた。 本作に登場する仙侠ジャンルに特徴的な用語については、魔道祖師の項も参照。

## あらすじ
天下は強大な力を誇る温氏に支配されていた。温氏は五大家の一つでありながらも、その他四大家である藍氏、江氏、聶氏、金氏に勝る力を持っていたのだ。そんな中、江氏宗主の義子として育てられた魏無羨（Wei Wuxian）は、藍氏の誉れ高き第二公子・藍忘機（Lan Wangji）と、ある一件をきっかけに固い絆を結ぶ。正義の志を同じくする二人は、各地で起こる怪事件の謎を共に探り始める。次第に、四大家に対する温氏の邪悪な陰謀が明らかになるのだが…。
そして16年後、かつて罪人として殺されたはずの魏無羨が、莫玄羽（Mo Xuanyu）としてこの世に再び現れた。無二の友・藍忘機との再会を果たした彼は、各地で起こる怪事件の謎を解き明かし、「16年前の過去」から「現在」に至るまで、誰が本当の悪であったのかを追求し始める。

## 中国での放映
当初、2019年6月27日の初回以降、毎週木曜日及び金曜日に各2話ずつの放映が予定されていた（VIP会員は2話以上視聴可能、放映初日に関しては一気に6話分の視聴が可能であった）。ただし、2019年6月30日以降月曜日から水曜日までの連続放映に変更となることが公式Weiboで発表され、この結果最終話の放映は8月20日となった。なお、VIP会員向けに8月7日には全エピソードが公開されることが、7月29日に行われたファンミーティングで発表された。

## 日本での放映
日本語字幕および吹替翻訳は本多由枝。配給はソニー・ミュージックソリューションズ。
日本では2020年3月19日より、WOWOWで放映が開始された。同局で2022年1月4日から、「陳情令」スペシャル特集として、本編にスピンオフ2作品を挟み放送された。
同年4月14日から、WOWOWにて日本語吹替版が日本初独占放送された。

## キャスト

### 主役
| 役名                          | 演                                             | 中国語普通話声優 日本語吹替版声優 | 人物説明 |
| 魏嬰 （ウェイ・イン/魏婴）    | 肖戦 （シャオ・ジャン） 幼少:スー・ヤーシン    | 路知行 木村良平                   | 字:無羨（ウーシェン/无羡） 号:夷陵老祖 江氏の一番弟子。魏長沢と蔵色散人との息子。4歳で両親と死別し、彼らとの記憶はほとんどない。江楓眠によって息子同然に育てられ、江厭離の師弟、江澄の師兄として成長する。のちに剣を重んじる正統な仙術の道を外れ、魔道の術を習得する。 武器は随便と呼ばれる剣と陳情(簡体字表記: 陈情)と名付けられた笛。また、自身の術によって陰虎符 (簡体字表記: 阴虎符)などの魔力を持つ道具を編み出したり、紙の人型を操ったりすることにも長けている。 やんちゃで天真爛漫な楽観主義者。とても情に厚く、義理堅い人間でもある。藍湛とは、互いを生涯で唯一無二の友として認め合っている。好物は酒と、江厭離が作る汁物。犬が大の苦手。 |
| 莫玄羽 （モー・シュエンユー） | 肖戦 （シャオ・ジャン） 幼少:スー・ヤーシン    |                                   | 金光善の私生児。金氏の弟子だった過去を持つ。自身の魂と肉体を引き換えに、魏嬰を蘇らせ、現世での復讐を果たそうとした。世間では『痴れ者』とされ、仮面を着けているのは顔が崩れて白粉を塗りたくっているためなどと囁かれている。魏嬰を蘇らせる際に腕に傷をつけており、これは彼の復讐が完了するまでは消えない。 |
| 藍湛 （ラン・ジャン/蓝湛）    | 王一博（ワン・イーボ） 幼少:チェン・ジュンカイ | 辺江 立花慎之介                   | 字:忘機（ワンジー/忘机） 号:含光君 藍氏家主の第二公子。兄の藍渙とともに藍氏の双璧と称される。武器は避塵 (簡体字表記: 避尘)と呼ばれる剣と自身の名のつく琴。 冷静沈着かつ、非常に無口でストイック。同時に正義感は強く、その志は熱い。細身だが怪力の持ち主でもあり、男性三人(魏嬰、温寧、蘇渉)を一人で持ち上げる描写がある。 魏嬰とは互いを生涯で唯一無二の友として認め合っている。酒にとても弱い。 |

### 五大世家

#### 雲夢・江氏
本拠地は蓮花塢。家紋は九弁蓮。家訓は『成せぬを試みてこそ成せる』。
船を交通の道具とする。
| 役名                                  | 演                                                        | 中国語普通話声優 日本語吹替版声優 | 人物説明 |
| 江楓眠 （ジャン・フォンミエン/江枫眠) | 陸剣民 （ルー・ジェンミン）                               | 湯水雨 浜田賢二                   | 宗主 虞紫鳶の夫。江厭離と江澄の父。 旧友の息子である魏嬰を引き取り、実子同様に育てる。 |
| 虞紫鳶 （ユー・ズーユエン/虞紫鸢)     | 張浄桐 （チャン・ジントン）                               | 李金艶 本田貴子                   | 江楓眠の妻。江厭離と江澄の母。出身は眉山虞氏。武器は紫電 (簡体字表記: 紫电)と呼ばれる指輪型の鞭。 一般に虞夫人、夫からは三娘と呼ばれる。激しい気性の持ち主。夫が江澄以上に魏嬰を可愛がっていると見ており、夫にも魏嬰にもきつく当たる。 |
| 江澄 （ジャン・チョン）               | 汪卓成 （ワン・ジャオチョン） 幼少期:ファン・ジェンチェン | 王凱 緑川光                       | 字:晩吟（ワンイン） 号:三毒聖手(簡体字表記:三毒圣手) 江楓眠と虞紫鳶の息子。江厭離の弟。後に江楓眠の跡を継ぎ宗主となる。武器は三毒と呼ばれる剣と、母から受け継いだ紫電。 規律を重んじる堅物な性格で、非常に負けず嫌い。魏嬰とは兄弟同然に育つ。劇中では温情に淡い思いを寄せていた。姉の息子である金凌を大切に思い、厳しく育てる。 犬好きで、幼い頃は妃妃と茉莉、小愛と名付けた三匹を飼っていた。 |
| 江厭離 （ジャン・イエンリー/江厌离)   | 宣璐 （シュエン・ルー） 幼少期:イエ・シュエントン         | 白雪岑 早見沙織                   | 江楓眠と虞紫鳶の娘。江澄の姉。魏嬰とも姉弟のように育ち、彼を阿羨(または羨羨)と呼ぶ。魏嬰からは師姐と呼ばれている。後に金子軒と結婚し、金凌をもうける。 非常に心優しく家族思いで、江澄と魏嬰にとっては心の支えである。 |

#### 姑蘇・藍氏
本拠地は雲深不知処。家紋は巻雲紋。
家祖は元々僧侶だったが還俗し、琴の音を様々に用いる現在の藍氏の基礎を築いた。直系の弟子は抹額と呼ばれる紐状の額当てを着けており、父母と妻子以外に触らせてはいけないことになっている。三千条(後に四千条)に及ぶ家訓があり、門下の仙師はこのすべてを厳しく教え込まれる。琴の音を用いて器物に問いかける『問霊』という秘法を伝えている。
| 役名                            | 演                                                  | 中国語普通話声優 日本語吹替版声優 | 人物説明 |
| 藍渙 （ラン・ホワン/蓝涣）      | 劉海寛 （リウ・ハイクアン） 幼少:シェン・イーフォン | 凌飛 森川智之                     | 字:曦臣（シーチェン) 号:沢蕪君 (簡体字表記: 泽芜君) 藍氏家主の第一公子。弟の藍湛とともに藍氏の双璧として知られる。また、義兄弟の契りを交わした金光瑤、聶明玦と合わせて三尊と称されることもある。武器は朔月と呼ばれる剣と裂氷 (簡体字表記: 裂冰)と呼ばれる笛。 温厚で優しく、周囲からの信頼も厚い。弟について『執着がある』と評する。                                                          |
| 藍啓仁 （ラン・チーレン/蓝启仁) | 黄子騰 （ホアン・ズートン）                         | 張聞天 酒巻光宏                   | 藍氏の師であり、藍渙と藍湛の叔父。二人の育ての親。 兄である藍氏家主(藍渙と藍湛の父)が世俗を離れ修行しているため、兄弟の養育や家の切り盛り一切を兄に代わって行っている。謹厳実直で一本気な性格。道を外した者や素行の悪い者をことさら憎む。 若い頃、蔵色散人と共に学んでいたことがある。 |
| 藍愿（ラン・ユエン/蓝愿）       | 鄭繁星 （ジェン・ファンシン）                       | 陳錦聞 土屋神葉                   | 字：思追（スージュイ） 藍氏の弟子。4~5歳の頃から藍湛に育てられ彼を師と仰ぎ、彼に字をつけてもらっている。 穏やかで聡明。同年代の藍景儀や金凌と仲が良い。好物は人参。 |
| 藍景儀 （ラン・ジンイー/蓝景仪) | 郭丞 （グオ・チョン）                               | 劉思岑 斉藤壮馬                   | 藍氏の弟子。藍湛を師と仰ぐ。 やや短気だが素直で明るい。同年代の藍愿や金凌と仲が良い。 |
| 藍翼（ラン・イー/蓝翼)          | 李若彤 （カルメン・リー）                           | 陸庚宜 甲斐田裕子                 | 約100年前に生きた、藍氏史上唯一の女性宗主。琴の音を破邪に用いる弦殺術を編み出した人物。 家祖が封じた陰鉄(簡体字表記: 阴铁)の欠片を探し出し、封印を解いて浄化しようと試みたが、失敗して深手を負う。その後、自身の霊識によって陰鉄を抑えるのと引き換えに、陰鉄のある寒潭洞にとらわれる身となった。 抱山散人とは互いを知己とし、彼女の孫弟子にあたる魏嬰と対面した時には感慨深げな様子を見せた。 |

#### 蘭陵・金氏
本拠地は金鱗台。家紋は金星雪浪牡丹紋。
先祖は皇室の出。直系の弟子は額に朱砂を着けている。五大世家の中では最も裕福で豪奢な暮らしをしている。
| 役名                                | 演                            | 中国語普通話声優 日本語吹替版声優 | 人物説明 |
| 金光善 （ジン・グアンシャン)        | 沈暁海 （シェン・シャオハイ） | 楊黙 速水奨                       | 宗主 金光瑶、金子軒、莫玄羽らの父。 好色家で隠し子が多い。 |
| 金夫人                              | 胡小庭 （フー・シャオチン）   |                                   | 金光善の妻。金子軒の母親。 |
| 金光瑶 （ジン・グアンヤオ）         | 朱賛錦 （チュウ・ザンジン）   | 蘇尚卿 石田彰                     | 前名:孟瑶（モン・ヤオ） 号:斂芳尊 金光善が妓女との間にもうけた婚外子。当初金光善に認知されず、聶氏に身を寄せ聶明玦に仕えて、彼の腹心の部下とされていた。後に金氏宗主に上り詰める。義兄弟の契りを交わした藍渙、聶明玦とともに三尊と称される。武器は恨生と呼ばれる剣。 物腰柔らかで誰にでも愛想が良い。しかし、内外で『妓女の子』と蔑まれたことも多く、その内面には私生児としての生まれが濃い影を落としている。不遇の時代に唯一思いやりを示してくれた藍渙のことを深く敬愛している。 |
| 金子軒 （ジン・ズーシュエン/金子轩) | 曹煜辰 （ツァオ・ユーチェン） | 史沢鯤 赤羽根健治                 | 金光善と夫人の間に生まれた金氏直系の正息。後に江厭離と結婚し、金凌をもうける。 跡取りとして誇り高く育てられ、プライドも高いが正義感も強い。魏嬰からは陰でしばしば『孔雀男』と揶揄されている。 |
| 金子勳 （ジン・ズーチェン/金子勋)   | 姚書豪 （ヤオ・シューハウ）   | 汪敏納 堂坂晃三                   | 金子軒のいとこ。 うぬぼれが強く傲慢。魏嬰を敵視する。 |
| 秦愫 （チン・スー）                 | 金璐瑩 （ジン・ルーイン）     |                                   | 金光瑶の妻。金氏に仕える楽陵秦氏宗主・秦蒼業の娘。 光瑶との間に一子・如松をもうけるが、この子は光瑶の仙督就任に反対する者に毒殺されたとされている。 |
| 金凌 （ジン・リン）                 | 漆培鑫 （チー・ペイシン）     | 張思王之 梶裕貴                   | 字:如蘭（ルーラン/如兰) 金子軒と江厭離の息子。金氏直系の正統な後継。武器は歳華尊 (簡体字表記: 岁华尊)と呼ばれる剣。 プライドが高く、短気な一面もあるが、心優しい性格。同年代の藍愿や藍景儀と仲が良い。光瑶にもらった霊犬に仙子と名付け、可愛がっている。 |
| 羅青羊 （ルオ・チンヤン/罗青羊)     | 王藝霏 （ワン・イーフェイ）   | 張雨濛 Lynn                       | 金氏の弟子。綿綿（ミエンミエン/绵绵)と呼ばれている。 筋の通らないことには迎合しない性格で、ある一件で自ら金氏を離れ、居合わせた聶明玦を感心させた。 |

#### 岐山・温氏
本拠地は不夜天城。家紋は太陽紋。
一族には好戦的な者が多い。温氏討伐の戦いを"射日の征戦"と呼ぶのは、温氏の家紋が太陽紋であることに由来する。かつて、医術を専門とする分家が大梵山に居を構えていた。
| 役名                              | 演                                 | 中国語普通話声優 日本語吹替版声優 | 人物説明 |
| 温若寒 （ウェン・ルオハン）       | 修慶 （シウ・チン）                | 劉琮 三宅健太                     | 宗主 全ての仙術者のトップである仙督を務める。温旭と温晁の父。 各地に散らばる陰鉄の欠片を集め完成形にすることによって、温氏の勢力拡大を企てる。 |
| 温旭 （ウェン・シュー）           | 汪融 （ワン・ロン）                |                                   | 温若寒の長男。 |
| 温晁 （ウェン・チャオ）           | 賀鵬 （ハー・ポン)                 | 文靖淵 吉野裕行                   | 温若寒の次男。温旭の弟。 傲岸不遜で冷酷な性格。女好き。 |
| 温情 （ウェン・チン）             | 孟子義 （モン・ズーイー）          | 喬詩語 川澄綾子                   | 大梵山の分家出身。温寧の姉。 温氏随一の名医。幼い頃、一族が舞天女像の暴走に巻き込まれた結果姉弟二人きりとなり、弟共々温若寒に引き取られて育つ。一見そっけない性格に見えるが、心優しく、弟である温寧のことをいつも気にかけている。 |
| 温寧 （ウェン・ニン/温宁)         | 于斌（ユー・ビン） 幼少期:Su Qiuyi | 李昕 島﨑信長                     | 字:瓊林（チョンリン/琼林) 温情の弟。 世間では鬼将軍 (簡体字表記: 鬼将军)という名で知られる。 魏嬰の人格や思いやりに惹かれ、彼が夷陵老祖と呼ばれるようになっても付き従う。内気で心優しい青年。幼い頃に舞天女像によって霊識の一部を奪われ、仙師として魂に空隙ができた形になっており、取り憑く先を探そうとする邪祟の影響を受けやすくなった。 |
| 温苑 （ウェン・ユエン）           | 姜奕廷 （ジャン・イーチン）        |                                   | 魏嬰になつく幼児。人の脚にしがみつく癖がある。 |
| 温逐流 （ウェン・ジューリウ）     | 馮茗惊 （フォン・ミンジン）        | 常文涛 酒井敬幸                   | 温晁の腹心の部下。仙術者の力の源である金丹を破壊できる化丹手の持ち主。元の姓は趙。温氏に救われた温があるらしい。 |
| 王霊嬌 （ワン・リンジャオ/王灵娇) | 盧葱潔 （ルー・エンジエ）          | 邱秋 阿澄佳奈                     | 温晁の愛人。気位が高く不遜。元は温晁の正室に仕えていた侍女。出身は頴川王氏だと虞夫人に言いつのり、聞いたこともないと一蹴される描写がある。 |
| 温卯 （ウェン・マオ）             | 張彬 （チャン・ビン）              |                                   | 温氏の先祖。薛重亥と同時代に生きた人物。 |

#### 清河・聶氏
本拠地は不浄世。家紋は獣頭紋。
家祖が屠殺を生業としていたため、仙門百家には珍しく、剣ではなく刀を扱う。歴代家主の刀は強い殺気を帯びており、どの家主も自身の刀に影響され錯乱して死ぬとされている。清河は岐山のふもとに位置する。
| 役名                              | 演                          | 中国語普通話 日本語吹替 | 人物説明 |
| --------------------------------- | --------------------------- | ----------------------- | --- |
| 聶明玦 （ニエ・ミンジュエ/聂明玦) | 王翌舟 （ワン・イージョウ） | 趙毅 白熊寛嗣           | 号:赤鋒尊(簡体字表記：赤锋尊) 宗主 義兄弟の契りを交わした藍渙、金光瑶とともに三尊と称される。武器は霸下と呼ばれる刀。 義侠心が強いが、激しやすい性格。射日の征戦では総帥を務める。 |
| 聶懐桑 （ニエ・ホワイサン/聂怀桑) | 紀李 （ジー・リー）         | 紀李 花江夏樹           | 聶明玦の弟。後に宗主となる。 兄とは正反対の、気弱で争いごとを好まない性格。風流人であり、魏嬰との相性は良い。宗主としてのリーダーシップは弱い。                                    |

### 義城編
| 役名                                | 演                                | 中国語普通話声優 日本語吹替版声優 | 人物説明 |
| 暁星塵 （シャオ・シンチェン/晓星尘) | 宋継揚 （ソン・ジーヤン）         | 陳張太康 石川界人                 | 世間では道長(簡体字表記: 道长)と呼ばれている。抱山散人の弟子であり、姉弟子の息子である魏嬰にとっては師叔にあたる。ただし抱山散人の弟子の中では最も入門が遅く、蔵色散人との面識はない。武器は霜華 (簡体字表記: 霜华)と呼ばれる剣。 『血縁より志を重んじる』として、仙門とは基本的に距離を置いている。宋嵐の無二の友。 |
| 宋嵐 （ソン・ラン/宋岚)             | 李泊文 （リー・ボーウェン）       | 盧力峰 江口拓也                   | 字:子琛（ズーチェン） 仙術者の一人であり、暁星塵の無二の友。武器は払雪(簡体字表記: 拂雪)と呼ばれる剣。 |
| 薛洋 （シュエ・ヤン）               | 王皓軒 （ワン・ハオシュエン）     | 劉三木 内山昂輝                   | 字:成美 金氏で弟子として修行をしていたことがある。陰鉄に関わる人物の一人。武器は降災(簡体字表記: 降灾)と呼ばれる剣。邪悪で歪んだ性格で、特に櫟陽常氏に対しては個人的な恨みがあるらしい。 |
| 阿箐 （アージン）                   | 陳卓璇 （チェン・ジュオシュエン） | 賀文瀟 悠木碧                     | 孤児の少女。盲目を装い乞食をしていた。暁星塵になつき、彼について行動する。 |

### その他
| 役名                                      | 演                              | 中国語普通話声優 日本語吹替版声優 | 人物説明 |
| 蘇渉 （スー・ショー/苏涉)                 | 馮聡 （フォン・ツォン）         | 北辰 こばたけまさふみ             | 字:憫善 (簡体字表記: 悯善) 藍氏の弟子でありながらも反目して出奔し、無断で秣陵蘇氏を創立する。藍湛を妬み敵視する。金光瑶を敬愛している。 |
| 抱山散人 （ほうざんさんじん）             | 劉庭羽 （リウ・チンユー）       |                                   | 魏嬰の実母・蔵色散人と暁星塵の師。藍翼とは互いを知己としており、陰鉄の浄化に挑もうとする彼女を止めようとした。藍翼の陰鉄の一件がきっかけとなり、居を定めぬ隠遁生活をおくるようになった。 |
| 欧陽子真 （オウヤン・ズージェン/欧阳子真) | 曹峻祥 （ツァオ・ジュンシアン） |                                   | 若き仙術者の一人。同年代の藍愿らと仲が良く、行動を共にする。 |
| 薛重亥 （シュエ・チョンハイ）             | 于子寛 （ユー・ズークアン）     |                                   | 陰鉄を錬成した人物。数百年前、夷陵の仙山に居を構えていた当時最強の国師。 天地の気を吸う宝器だった陰鉄に、人々の怨念や修師の霊元を吸わせ、妖獣・屠戮玄武を操って多くの仙門に属する者を虐殺した。その暴走を止めるべく、当時の五大世家によって殺される。夷陵の地は、戦いの中で死んだ人々の屍が散らばる怨念に満ちた場所となり、後に乱葬崗として知られるようになる。 |

## 製作
脚本執筆、世界観の設定や美術設定、撮影セットの準備など、製作準備期間は約2年半に及んだ。2018年3月に作品の制作が発表され、4月に主演として肖戦と王一博が発表された。 肖戦は楊夏(チーフプロデューサー)の友人の推薦で、王一博はオーディションで、それぞれ主役に抜擢された。
脚本は、楊夏を筆頭とした、鄧窅瑜、馬競、郭光韻によるチーム制がとられた。プロデューサー陣は楊夏、方芳、王儲、劉明軼の四人で構成された。なお、今作において楊夏は美術監督も務めている。 撮影期間は2018年4月から同年8月。 クランクインの2週間前から、キャストは台本読みや殺陣の練習のために集合していた。

## 劇中歌
劇中歌の主な作曲家は林海である。 エンディングテーマに使用されている主題歌・無覊(簡体字表記:无羁)は、劇中では忘羡というタイトルになっている。2019年7月8日には主題歌及びその他の楽曲が《陈情令 国风音乐专辑》というアルバムに収録され、中国の音楽配信サイト・QQ Musicで公開された。劇中歌のアルバムはApple Musicなどのストリーミングサービスでも配信されている。
| #   | タイトル                                         | 作詞                      | 作曲                      | 歌手                                                                              | 時間  |
| --- | ------------------------------------------------ | ------------------------- | ------------------------- | --------------------------------------------------------------------------------- | ----- |
| 1.  | 「无羁」(テーマソング・デュエット)               | Cheng Yi, Ming Feng       | 林海                      | 肖戦 & 王一博                                                                     | 04:13 |
| 2.  | 「无羁」(テーマソング・スペシャルバージョン)     | Cheng Yi, Ming Feng       | 林海                      | 周筆暢                                                                            | 04:14 |
| 3.  | 「无羁」(テーマソング・ソロバージョン)           | Cheng Yi, Ming Feng       | 林海                      | 肖戦                                                                              | 04:13 |
| 4.  | 「无羁」(テーマソング・ソロバージョン)           | Cheng Yi, Ming Feng       | 林海                      | 王一博                                                                            | 04:13 |
| 5.  | 「曲尽陈情」(魏無羨のキャラクターソング)         | Yizhe Lianxiao Zuiqingjiu | Within_軼名               | 肖戦                                                                              | 03:53 |
| 6.  | 「不忘」(藍忘機のキャラクターソング)             | Song Bingyang, Yang Xia   | Song Bingyang             | 王一博                                                                            | 05:16 |
| 7.  | 「赤子」(温寧のキャラクターソング)               | Zhang Pengpeng            | Zheng Guofeng             | 于斌（Yu Bin）                                                                    | 04:18 |
| 8.  | 「恨別」(江澄のキャラクターソング)               | Yizhe Lianxiao Zuiqingjiu | 潮汐_Tide                 | 汪卓成（Wang Zhuocheng）                                                          | 03:43 |
| 9.  | 「不由」(藍曦臣のキャラクターソング)             | Ming Feng                 | Windbell Project          | 劉海寛󠄁（Liu Haikuan）                                                             | 04:44 |
| 10. | 「清河诀」(聶明玦 と 聶懐桑のキャラクターソング) | Lin Qiao, Liu Enxun       | Chen Xueran               | Ayanga                                                                            | 03:44 |
| 11. | 「疏林如有诉」(温情のキャラクターソング)         | Zhong Wuyi                | Chen Yiming               | 高秋梓（Gao Qiuzi）                                                               | 03:53 |
| 12. | 「荒城渡」(薛洋のキャラクターソング)             | Zhang Ying                | Xia Heng, Deng Qiangzhong | Charlie Zhou                                                                      | 04:19 |
| 13. | 「孤城」(義城編のテーマソング)                   | Lin Qiao                  | Yu Honglong               | 孫伯綸（Sun Bolun） & 陳卓璇（Chen Zhuoxuan）                                     | 03:52 |
| 14. | 「最是少年不可欺」(藍思追らのキャラクターソング) | Yu Ci                     | Chen Yiming               | 醉雪（Zui Xue）, 鄭繁星（Zheng Fanxing）, 漆培鑫（Qi Peixin） & 郭丞（Guo Cheng） | 03:59 |
| 15. | 「意难平」(江厭離のキャラクターソング)           | Cheng Yi, He Siwei        | 林海                      | 銀臨                                                                              | 04:14 |
| 16. | 「不枉」(劇中歌)                                 | Yizhe Lianxiao Zuiqingjiu | 銀臨（Yin Lin）           | Naomi Wang                                                                        | 03:55 |
| 17. | 「永隔」(江厭離 と 金子軒のキャラクターソング)   | Lin Qiao                  | Yu Honglong               | Lara Veronin & Fabien Yang                                                        | 03:37 |

| #   | タイトル                        | 作詞 | 作曲・編曲 | 時間  |
| --- | ------------------------------- | ---- | ---------- | ----- |
| 1.  | 「陈情令」                      |      |            | 02:01 |
| 2.  | 「Unrestrained (无羁)」(演奏版) |      |            | 02:33 |
| 3.  | 「忘机」                        |      |            | 01:01 |
| 4.  | 「情牵」                        |      |            | 01:59 |
| 5.  | 「莲花坞」                      |      |            | 02:08 |
| 6.  | 「御笛」                        |      |            | 02:15 |
| 7.  | 「裂冰」                        |      |            | 03:26 |
| 8.  | 「醉梦」                        |      |            | 03:27 |
| 9.  | 「乱葬岗」                      |      |            | 02:24 |
| 10. | 「伤情」                        |      |            | 03:01 |
| 11. | 「人生若只如初见」              |      |            | 02:36 |
| 12. | 「不悔」                        |      |            | 02:47 |
| 13. | 「夜奔」                        |      |            | 03:51 |
| 14. | 「寤寐」                        |      |            | 01:26 |
| 15. | 「清心音 乱魄抄」               |      |            | 05:10 |
| 16. | 「安息」                        |      |            | 02:32 |
| 17. | 「草木」                        |      |            | 02:33 |
| 18. | 「义城」                        |      |            | 01:03 |
| 19. | 「狡童」                        |      |            | 01:44 |
| 20. | 「射日」                        |      |            | 02:28 |
| 21. | 「无羁」(ピアノ版)              |      |            | 01:23 |

2019年8月19日にはQQMusicが、上記アルバムの売り上げが1500万部に到達したことを発表した。これは近年では最高レベルの売り上げ数であり、電子配信のアルバムとしては歴代で15位の売り上げを記録した。

## 受賞歴・ノミネート
| 賞                                     | カテゴリー                 | ノミネートされた人   | 結果       |  |
| -------------------------------------- | -------------------------- | -------------------- | ---------- |  |
| The Third Internet Film Festival       | 最優秀監督賞               | 陳家霖               | 受賞       |  |
| The Third Internet Film Festival       | 最優秀新人俳優賞           | 朱賛錦（Zhu Zanjin） |            |  |
| GQ 2019 Men of the Year                | 今年最もブレイクした俳優   | 王一博               | 受賞       |  |
| 6th The Actors of China Award Ceremony | 最優秀俳優賞(ウェブドラマ) | 肖戦                 | ノミネート |  |
| Golden Tower Award                     | 最優秀ドラマ賞             | 陳情令               | ノミネート |  |
| Golden Tower Award                     | 最も人気のある俳優         | 肖戦                 | 受賞       |  |
| Golden Tower Award                     | 最も人気のある俳優         | 王一博               | ノミネート |  |

## 世界各国での放映状況
タイ及びインドネシアにおいて、テンセントビデオの配信サービスであるWeTVを通じ、現地語字幕をつけて放映された。韓国でも放映された。また、これ以外にもViki (ウェブサイト)やODC 、YouTubeなどの動画配信プラットフォームで世界中に放映された（英字幕あり）。

## スピンオフ作品
ドラマの配給元であるテンセントビデオから、スピンオフ作品として2本の映画が放映された。
日本では動画配信サイト楽天TV、TELASA等で配信されている。
WOWOWでは、2022年1月4日から「陳情令」スペシャル特集として本編に挟み、同月21日に2作品が連続放送された。両作共に、日本語字幕翻訳は本多由枝。

### 生魂（英題:The Living Dead）
温寧と藍思追の旅を描くスピンオフ作品。

### 乱魄（英題:Fatal Journey）
聶兄弟と金光瑶の三人にスポットを当てるスピンオフ作品。